# Île d'Axholme
L'île d'Axholme est une zone géographique du North Lincolnshire, en Angleterre. C'est la seule partie du Lincolnshire à l'ouest de la rivière Trent. Il se situe entre les trois villes de Doncaster, Scunthorpe et Gainsborough, dans la traditionnelle West Riding of Lindsey.

## Description
Le nom Isle est donné à la région car, avant qu'elle ne soit asséchée par le Néerlandais Cornelius Vermuyden, chaque ville ou village était construit sur des zones de terrain sec et surélevé, dans les marais environnants. Le fleuve Don coulait au nord et à l'ouest (il a depuis été détourné), séparant l’île du Yorkshire ; la rivière Idle sépare l'île de Nottinghamshire et la rivière Trent sépare l'île du reste du Lincolnshire. Trois petites villes se sont développées ici : Epworth – lieu de naissance de John Wesley et de son frère Charles – Crowle, et Haxey.
Les limites de l’île d’Axholme correspondent généralement à celles de l’ancienne wapentake d'Epworth et ses 17 communautés : Belton, Crowle, Epworth, Haxey, Beltoft, (High et Low) Burnham, Owston Ferry, (East) Lound (en) et (Graise) lound,  Garthorpe, Luddington (en), Amcotts, (West) Butterwick, Althorpe, The Marshes, Waterton, Upperthorpe, et Westwoodside. Les autres colonies sur l’île incluent Eastoft, Sandtoft (en) – la  trolleybus museum le plus grand d'Europe – et Wroot.
La majeure partie de la partie nord de l'île présente une topographie plate, avec de riches terres agricoles utilisées principalement pour la culture du blé et de la betterave à sucre. La terre est particulièrement fertile en raison de son histoire d'inondations annuelles du Trent et du sol tourbeux créé par une forêt ancienne dense qui recouvrait une grande partie de l'île. Même de nos jours, dans de nombreuses parties de l’île septentrionale, le bois pétrifié se trouve à environ six pieds sous terre ; reliques de cette forêt, elles sont appelées localement bog oaks (« chênes des marais »).
Un chemin de randonnée, le Peatlands Way, traverse l'île.

## Étymologie
Axholme signifie "île de Haxey", du nom de la ville + ancien norrois holmr "île". Le nom a été enregistré sous le nom de Hakirhomle en 1196. Le vieux suffixe anglais "ey" dans "Haxey" indique également une île.

## Descriptions historiques

### 1833 description
« Axholme, île de la zone de faible élévation au-dessus des étendues plates et autrefois marécageuses délimitées par les rivières Trent, Torne et Idle. Les villes comprennent Crowle, Belton, Epworth et Haxey sur les hauteurs et Owston Ferry et West Butterwick au bord de la rivière Trent »

### 1911 description
« AXHOLME, une île située au nord-ouest du Lincolnshire, en Angleterre, située entre les rivières Trent, Idle et Don et isolée par des canaux de drainage reliés à ces rivières. Il consiste principalement en un plateau de faible élévation, dépassant rarement 100 pieds. Il comprend les paroisses de Althorpe, Belton, Epworth, Haxey, Luddington, Owston et Crowle; la superficie totale étant d'environ 47 000 acres. »

## Histoire de drainage des terres
L'île est connue pour l'influence précoce du Hollandais, Cornelius Vermuyden, un ingénieur qui a initié le réalignement de plusieurs des highland carriers des hauts plateaux traversant le district. Pour effectuer le travail, il a fait venir un grand nombre de travailleurs flamands, dont beaucoup se sont installés de manière permanente en dépit de la violente opposition de la population établie. Le drainage a permis une augmentation de la production agricole et a laissé un héritage dans l’agriculture de bande unique qui a survécu au XXIe siècle autour d’Epworth. Les cours d'eau de l'Isle et de ses environs sont gérés par l'Axholme Internal Drainage Board (Office de drainage interne de l'île d'Axholme), qui gère 302 km de cours d'eau et 18 stations de pompage, et gère les niveaux d'eau des zones adjacentes écologiquement sensibles de Thorne Moors et Hatfield Moors.

## Route et chemin de fer
L'Axholme Joint Railway a traversé la zone, mais la ligne est maintenant abandonnée. Il existe encore des gares ferroviaires à Crowle et Althorpe sur la ligne reliant Scunthorpe à Sheffield. L’autoroute M180 traverse maintenant le centre de la zone et divise «Axholme Sud», centré sur Epworth, de «Axholme Nord», centré sur Crowle. La route A161 traverse l'île du nord au sud./
Il y avait un district rural de l'île d'Axholme de 1894 à 1974, qui couvrait toute l'île après 1936. Il a été intégré au district de Boothferry à Humberside en 1974 et, depuis 1996, à l'autorité unitaire du North Lincolnshire.